# Mameitagin
Mameitagin (jap. 豆板銀, mameitagin) sind Silbermünzen aus Japan in verschiedenen Stückelungen. Die rundlichen, beprägten Silberklumpen werden auch als „Bohnensilber“ bezeichnet.
Die Größe variiert von klein (慶長豆板銀, Keichō mameitagin) auch als Bunsai bezeichnet bis groß (慶長丁銀, Keichō chōgin). Gewichte von 3 Gramm bis etwa 15 Gramm und Durchmesser von 1,2 cm bis über 4 cm wurden geprägt. Der Prägeort war Ginza in Edo, dem heutigen Tokio. Als gültige Zahlungsmittel waren die heute sehr seltenen Münzen in der ersten Hälfte des 19. Jahrhunderts, also der Zeit des Tokugawa-Shōgunats im Umlauf. Hauptsächlich war dies in der Tempō-Periode (1830–1844) der Fall.
Die Beprägung ist beidseitig, dabei sind zum einen Zeichen eingeschlagen, welche die Ära symbolisieren und eine Datierung ermöglichen. Zum anderen findet sich immer das Zeichen für den japanischen Gott des Reichtums Diakokusama.

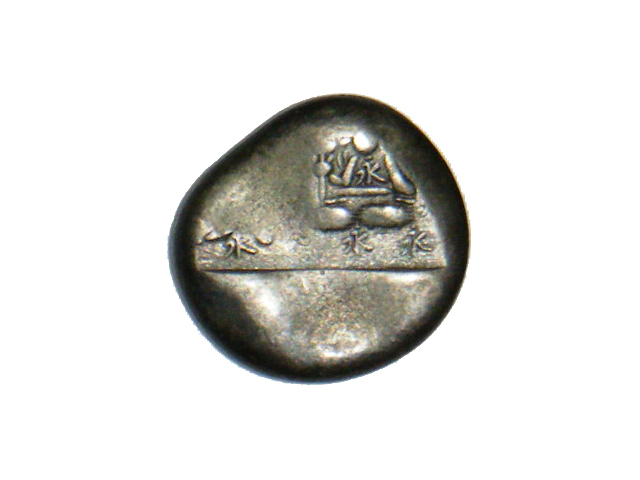
Eiji(永)
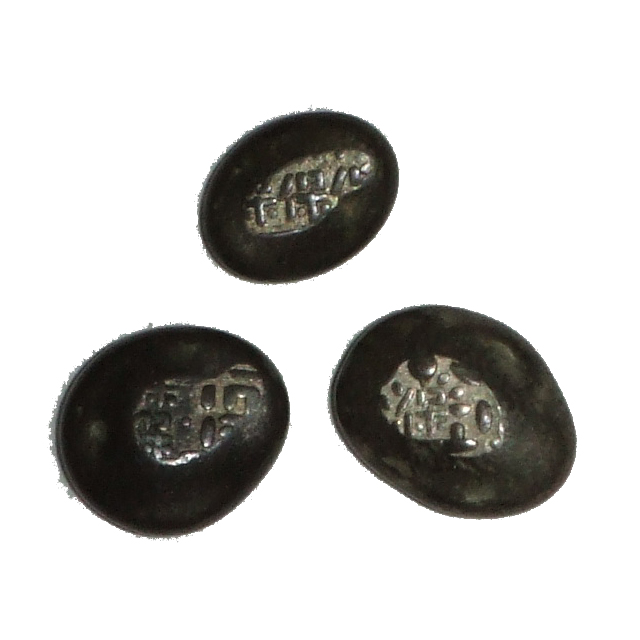
Hoji(保)
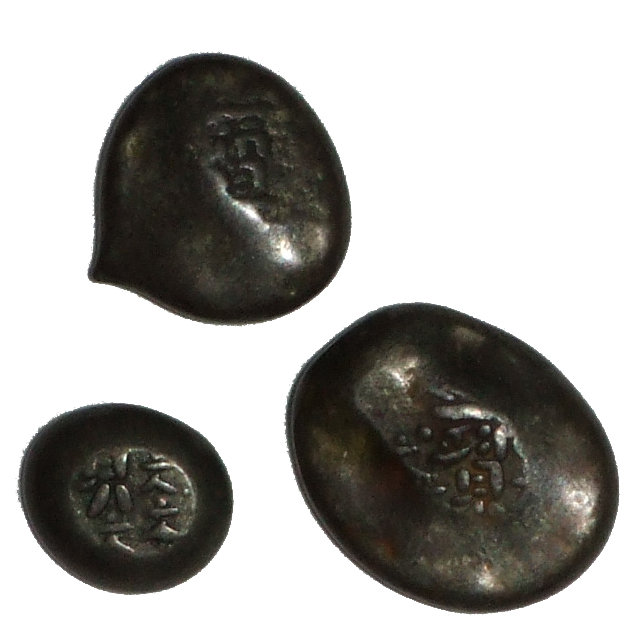
Bunji(文)
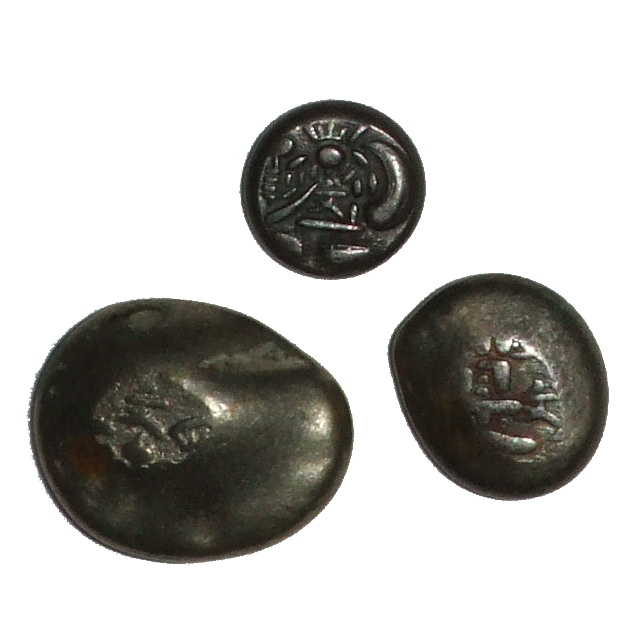
Shin-bunji(攵)